# Манекен (фільм, 1937)
Манекен (англ. Mannequin) — американська драма режисера Френка Борзегі 1937 року. За розповіддю Катаріни Бруш «Вийти заміж за гроші».

## Сюжет
Пароплавний магнат Джон Хеннессі втрачає голову при вигляді Джессі, дружини свого знайомого нероби Едді Міллера, а той, оцінивши ситуацію, розробляє хитромудрий план: Джессі розлучається з ним, виходить заміж за магната, потім розводиться і з ним і знову, вже багата, виходить заміж за Едді. Спрацювала лише частина плану: Джессі насправді виходить заміж за Хеннессі, але, всупереч планам, закохується в нього і не кидає навіть тоді, коли той на межі банкрутства.

## У ролях
- Джоан Кроуфорд — Джессі Кессіді
- Спенсер Трейсі — Джон Хеннессі
- Алан Кертіс — Едді Міллер
- Ральф Морган — Бріггс
- Мері Філіпс — Беріл
- Оскар О'Ши — Па Кессіді
- Елізабет Рісдон — місіс Кессіді
- Лео Горсі — Кліффорд